# Больница Ретрит (Йорк)
Психиатри́ческая больни́ца «Ретри́т» (англ. The Retreat [ðə ɹɪˈtɹiːt]), более известная как «Йо́ркский Ретри́т» (The York Retreat [ðə jɔːk ɹɪˈtɹiːt]), находится в Англии и представляет собой место лечения людей с психическими проблемами. Она расположена в районе Ламел-Хилл (Йорк). Имеет статус некоммерческой благотворительной организации.
Основана в 1796 году. Известна тем, что в ней впервые стало применяться гуманное обращение с пациентами и нравственное лечение (Moral Treatment), которое явилось образцом для психиатрических больниц во всём мире. Основатель больницы — Уильям Тьюк (William Tuke). Первоначально её сотрудниками были квакеры, и принимала она только их, но постепенно стала открытой для всех. Её деятельность стала вдохновляющим примером для создания других прогрессивных больниц, например американского «Ретрита в Браттлборо» (Brattleboro Retreat), «Хартфордского Ретрита» (Hartford Retreat) и «Больницы Друзей» (Friends Hospital). В настоящее время «Ретрит» стремится сохранить суть проводившегося в нём с самого начала нравственного лечения и в то же время использует принципы, принятые в современном здравоохранении.
Благодаря тесно связанным с историей «Ретрита» принципам нравственного лечения эту клинику считают истоком, предтечей современной модели терапевтических сообществ.

## История
Появление больницы «Ретрит», созданной сообществом английских квакеров, стало реакцией на жестокое, бесчеловечное обращение, свойственное психиатрическим лечебницам той эпохи, и отразило воззрения квакеров на проблемы лечения. В то время общепринятым было убеждение, что сумасшедшие являются дикими зверями. Рекомендуемые лечебные практики включали в себя изнурительные очищения кишечника, болезненные прижигания, длительное содержание в наручниках, внезапное погружение в холодные ванны. В психиатрических лечебницах царила атмосфера страха, ужаса и жестокости. Однако квакеры утверждали, что в личности невозможно погасить человечность и внутренний свет.
Непосредственной причиной создания «Ретрита» стала смерть в 1790 году женщины-квакера Ханны Миллз через несколько недель после того, как она была помещена в Йоркскую больницу для душевнобольных (ныне больница «Бутхэм-Парк»). Лечебница не позволяла друзьям и семье навещать её, и они заподозрили что-то неладное. Впоследствии, посетив больницу для изучения условий содержания, квакеры обнаружили, что с пациентами обращаются хуже, чем с животными.
Проект по созданию психиатрической больницы нового типа возглавил Уильям Тьюк. Он обратился за финансовой поддержкой к другим квакерам, личным знакомым и врачам. У Тьюка ушло два года на обсуждения и на создание поясняющих комментариев для местной квакерской общины (Йоркское месячное собрание), а также на выработку основополагающих принципов проектируемого учреждения. Тьюк и его личный врач Тимоти Мод получили образование, основанное на тогдашних взглядах на сумасшествие и его лечение. Однако Тьюк был убеждён в важности доброжелательного и удобного жизненного пространства, которое способствовало бы размышлениям. При разработке проекта нового здания Тьюк сотрудничал с архитектором Джоном Бивенсом.
Название больнице дала невестка У. Тьюка миссис Генри Тьюк, сказавшая в разговоре о лечебнице: «Каждой разбитой лодке нужна тихая гавань, куда бы она могла причалить для восстановления или безопасности». Основной целью лечебницы, открытой на средства квакеров, должно было стать предоставление опоры, поддержки лицам с психическими расстройствами, что и нашло отражение в названии The Retreat (твердь, убежище). Иными словами, учредители клиники прежде всего ставили перед собой задачу дать место, жизненное пространство людям, имеющим проблемы с психическим здоровьем, и физическое лечение находилось в подчинённом положении относительно этой задачи. «Ретрит» в начале своей истории был скорее приютом, нежели больницей. Отказ от «героической атаки на психоз» (по выражению Томаса Мэйна, 1946 год) при сохранении надежды на значительное улучшение оказался чрезвычайно важен в эпоху, когда методы лечения сказывались очень тяжело на состоянии здоровья пациентов.
«Ретрит» открыли в 1796 году неподалеку от Йорка. Больница была рассчитана на приём около 30 пациентов, но сначала в ней находилось лишь трое, а затем восемь душевнобольных. В отличие от других психиатрических больниц того времени, в «Ретрите» не было цепей и кандалов, а телесные наказания были запрещены. Лечение основывалось на личностном подходе и доброжелательности, благодаря которым восстанавливалось самоуважение и самоконтроль пациентов. Применялись зачаточные варианты трудотерапии, включавшие прогулки и сельскохозяйственную работу в приятной и спокойной обстановке. Присутствовало социальное окружение, в котором обитатели рассматривались как часть большого коллектива наподобие семьи, построенного на доброте, спокойствии, порядке и доверии. Был и религиозный аспект жизни, включавший молитву. На пациентов смотрели как на разумных существ, способных восстановить нормальное социальное поведение путём самозапретов и моральных усилий. Им разрешалось носить собственную одежду; их поощряли писать, читать и заниматься ремёслами. Пациентам позволялось свободно гулять во двориках и садах «Ретрита», где содержались небольшие домашние животные.
В соответствии с основными принципами квакеров большое внимание уделялось уважению к труду. Больных в «Ретрите» поощряли к осмысленной, обязательно оплачиваемой работе, при необходимости обучая полезному ремеслу; при этом очень важным было сохранение уже имеющейся профессии. Например, если в больницу попадал сапожник, ему предоставляли необходимые инструменты и оплачивали его работу.
Из первых 14 пациентов, поступивших в «Ретрит» в 1797 году, большинство были прежде признаны неизлечимыми. Двое из этих 14 впоследствии умерли, один отправлен домой как излечившийся, состояние остальных оценено как значительное улучшение.
Ограничения в «Ретрите» были сведены к минимуму. Дверные замки находились в кожаных футлярах; решётки на окнах были выполнены так, что выглядели как оконные рамы. Обширные огороды ограждались невысокой оградой, надёжной, но малозаметной. В качестве угрозы или же последнего сдерживающего средства иногда использовались смирительные рубашки, по крайней мере поначалу. Формальное медицинское вмешательства практиковалось мало, а обязанности врача исполнял аптекарь Томас Фаулер. Он проводил стандартные медицинские курсы лечения, «обильно экспериментируя», но делал это неохотно и в конечном счёте «смело» отказался от них как от неудачных. Фаулер работал вместе с Джорджем Джепсоном, первым управляющим «Ретрита». Оба они постепенно пришли к выводу, что использование обычной тактики запугивания на самом деле ведёт к ухудшению состояния пациентов, а уменьшение поводов для страха помогает им. О Джепсоне говорили, что он был авторитарен, но терпелив, внимателен, наблюдателен, добр и открыт новым идеям, так как получил ограниченную формальную медицинскую подготовку. Он приступил к работе в то же время, что и талантливая медсестра-квакер Катерин Аллен. Джепсон и Аллен поженились в 1806 году и совместно руководили «Ретритом».
Сначала методы «Ретрита» повсеместно высмеивались, и Уильям Тьюк писал: «Все, кажется, покинули меня». Однако со временем эти методы стали всемирно признанным образцом более гуманного подхода к лечению, основывающегося на психологии. Работу поддержали другие квакеры, включая сына Тьюка — Генри Тьюка, бывшего одним из основателей «Ретрита», и Сэмюэла Тьюка, который в своей книге «Описание Ретрита возле Йорка» (1813 год) помогал популяризировать новый подход и убеждал врачей перенимать его. При этом Сэмюэл Тьюк способствовал популяризации термина «нравственное лечение», который он вывел из французского «traitement moral», использовавшегося для описания работы Пуссина и Пинеля во Франции (во французском оригинале этот термин относился скорее к морали в смысле эмоций и самоуважения, чем к понятиям о правильном и неправильном поведении). Данным термином стали обозначать ряд шагов в сторону гуманизации, происходивших в конце XVIII века под воздействием идей Просвещения, включая также деятельность Кьяруджи в Италии. В психиатрических больницах и психотерапевтических клиниках по всему миру получили распространение идеи «морального» управления, которые использовались для различных целей лечения и изоляции.
Первый управляющий с официально полученным медицинским образованием был назначен в «Ретрите» в 1847 году. Постепенно нравственную психотерапию заменили лекарственной, а также особыми диетами и водолечением. Размер учреждения рос, и прежние особенности тесно сплоченного сообщества перестали существовать. Кроме того, квакерское влияние и количество пациентов-квакеров в течение XIX века шли на убыль. Поэтому после первоначального периода истории больницы, благодаря которому «Ретрит» известен больше всего, последовали изменения в управлении, методах лечения и клиентских группах.
В промежуток с 1880 по 1884 год основное количество пациентов «Ретрита» составляли люди моложе 50 лет, одинокие и, как правило, не квакеры. По современным определениям большинство из них подпадали под критерии диагнозов шизофрении или аффективных расстройств, страдали бредом — в основном преследования, величия и виновности, треть — с религиозным содержанием. Менее трети пациентов имели суицидальные наклонности. Широко применялось медикаментозное лечение. Более трети пациентов в прошлом совершали нападения на других пациентов или сотрудников больницы. Примерно к десятой части пациентов в то или иное время пребывания их в больнице применялось принудительное кормление. Приблизительно половину пациентов выписывали в течение года с благоприятным прогнозом — чаще это случалось при аффективных расстройствах, чем при шизофрении; однако более трети оставались в лечебнице пять и более лет.
Три блока больницы получили названия по именам Катерин Аллен, Ханны Миллз и Джорджа Джепсона — знаменитых личностей, сыгравших роль в истории «Ретрита».

## Больничные услуги
«Ретрит» — зарегистрированная благотворительная организация, действующая как независимая больница на 100 коек. Она предоставляет специализированные услуги, включая реабилитацию при психозах, посттравматическом стрессе, расстройствах пищевого поведения, расстройствах личности, имеет медицинский персонал, работающий с зависимостями и психическими расстройствами. В ней и сейчас не практикуется запирание дверей и ограничение свободы.
В «Ретрите» утверждают, что они обеспечивают уникальное персональное психиатрическое медобслуживание, и высоко ценят свой исконный дух. Хотя для работы или получения медобслуживания в «Ретрите» нет необходимости иметь какое-то отношение к квакерам, ряд его сотрудников являются квакерами. В больнице также служит квакерский капеллан.
«Ретрит» остаётся под квакерским управлением. Йоркширское общее собрание Друзей предлагает кандидатуры в члены Правления и утверждает четырёх членов Благотворительного комитета. Кладбище Йоркского собрания Друзей находится на землях, принадлежащих «Ретриту».

## Критика
Как отмечал знаменитый французский философ и историк психиатрии Мишель Фуко, У. Тьюк и Ф. Пинель отнюдь не упразднили практику изоляции, но лишь усилили контроль за безумцем: в «Ретрите» того времени за больным был установлен постоянный общественный и нравственный контроль, ему внушались чувства покорности, зависимости и признательности и в этих целях применялись угрозы, наказания и унижение, делающие пациента инфантильным и внушающие ему чувство вины. Со времени Пинеля и Тьюка безумие, по утверждению Фуко, «оказывается погружённым в систему моральных ценностей и репрессий. Оно обволакивается карательной системой, где безумец, молодея, приближается в своих правах к ребёнку и где безумие с внушённым ему чувством вины оказывается изначально связанным с пороком».

## Знаменитости
На квакерском кладбище, расположенном на землях «Ретрита», похоронены филантроп Джозеф Раунтри и Сэмюэл Тьюк (Samuel Tuke) — английский филантроп, внук Уильяма Тьюка.